# Anthony Mossi
Anthony Mossi est un footballeur congolais né le 15 mai 1994 à Paris. Il évolue au poste de gardien de but au Neuchâtel Xamax FCS.

## Biographie

### En sélection
Il joue son premier match international avec la RD Congo le 28 mai 2018 contre le Nigeria.